# Кликач
Кликàч е село в Югоизточна  България, община Карнобат, област Бургас.

## География
Село Кликач се намира на около 41 km северозападно от центъра на областния град Бургас, около 9 km североизточно от общинския център град Карнобат и около 16 km западно от град Айтос. Разположено е в източната част на Карнобатската котловина, по полегатия склон на ниско възвишение. Общият наклон на терена е предимно на северозапад. Надморската височина в центъра на селото е около 186 m. Климатът е преходно-континентален; почвите са смолници, солонци (герени, Solonetz по ФАО) и солончаци (Solonchaks по ФАО).
Природните условия са благоприятни за зърнопроизводство, отглеждане на технически култури (слънчоглед), зеленчукопроизводство, лозарство, овощарство, говедовъдство, овцевъдство, птицевъдство.
Общински път води от Кликач на юг до връзка с първокласния Подбалкански път, а на североизток – към село Тополица. Севрозападно покрай Кликач минава железопътната линия Пловдив – Бургас, на която има жп спирка Кликач.
Землището на село Кликач граничи със землищата на селата: Зимен на северозапад и север; Раклиново на север; Черноград на североизток и изток; Соколово на юг; Глумче на запад.

## История
След Руско-турската война 1877 – 1878 г., по Берлинския договор 1878 г. селото остава в Източна Румелия; присъединено е към България след Съединението през 1885 г.
През 1934 г. селото с дотогавашно име Теллял кьой е преименувано на Кликач.
Предполага се, че селото е основано около 1700 г. край чифлик. Името му „Теллял кьой“ се свързва с турцизма „телалин“, означаващ „глашатай“ и поради това при преименуването е уподобено с диалектното „кликач“.
В селото е имало църковно настоятелство, което е събирало помощи за строеж на църква, но поради недостатъчното средства църква не е построена.
Училището е открито през 1873 г. По време на Руско-турската война е закрито и отворено отново през 1880 г. Класовете са слети. Училищна сграда е построена през 1892 г. Нова училищна сграда е построена през 1957 г.

## Население
Населението на село Кликач наброява 709 души при преброяването към 1934 г., след намаляване до 610 към 1956 г. нараства до 746 към 1975 г. и след колебания в числеността през следващите години наброява 729 (по текущата демографска статистика за населението) към 2021 г.

### Етнически състав
Преброяване на населението през 2011 г.
Численост и дял на етническите групи според преброяването на населението през 2011 г.:
|                     | Численост |
| Общо                | 767       |
| Българи             | 76        |
| Турци               | 508       |
| Цигани              | -         |
| Други               | 75        |
| Не се самоопределят | 7         |
| Неотговорили        | 101       |

## Обществени институции
Село Кликач към 2022 г. е център на кметство Кликач.
В село Кликач към 2022 г. има:
- действащо читалище „Христо Ботев – 1935 г.“;[14][15]
- действащо общинско основно училище „Христо Ботев“;[16]
- целодневна детска градина „Пролет“;[17]
- джамия;[18]
- пощенска станция.[19]